# Ormyrus bingoeliensis
Ormyrus bingoeliensis är en stekelart som beskrevs av Miktat Doganlar 1991. Ormyrus bingoeliensis ingår i släktet Ormyrus och familjen kägelglanssteklar.
Artens utbredningsområde är Turkiet. Inga underarter finns listade i Catalogue of Life.